# Mieczysław Omulecki
Mieczysław Omulecki (ur. 7 września 1921 w Mataszówce, powiat Łuck, zm. 18 września 1965) – polski lekarz, otolaryngolog, autor publikacji naukowych.
Pochodził z rodziny rolniczej, był synem Władysława i Marii z Bielskich. Do szkoły powszechnej uczęszczał w Rożyszczycach, dokąd przeniósł się z rodzicami w 1928. Od 1935 uczył się w Państwowym Gimnazjum im. Tadeusza Kościuszki w Łucku, składając w czerwcu 1939 małą maturę. Pod okupacją radziecką kontynuował naukę w szkole średniej nr 4 w Łucku (matura w czerwcu 1941), a po wejściu wojsk niemieckich pracował jako księgowy w prywatnym przedsiębiorstwie handlowym. Od marca 1944 służył w Wojsku Polskim. We wrześniu 1946 zdemobilizowany jako porucznik, podjął studia na Wydziale Lekarskim Uniwersytetu Łódzkiego, które od drugiego roku łączył z asystenturą w Zakładzie Anatomii Prawidłowej, a od 1950 – po uzyskaniu absolutorium – z pracą w charakterze lekarza przemysłowego w zakładach odzieżowych w Zgierzu. 11 grudnia 1951 uzyskał dyplom lekarza.
Z początkiem listopada 1952 przeniósł się do Białegostoku, podejmując obowiązki starszego asystenta w Zakładzie Anatomii Prawidłowej Człowieka miejscowej Akademii Medycznej. Przyczynił się walnie do powstania muzeum Zakładu Anatomii Prawidłowej. Jednocześnie pracował w Klinice Otolaryngologicznej u Wiktora Hassmanna; we wrześniu 1954 odszedł z Zakładu Anatomii Prawidłowej i poświęcił się wyłącznie otolaryngologii, w grudniu tegoż roku uzyskując pierwszy, a w grudniu 1957 drugi stopień specjalizacji. W 1961 obronił doktorat z medycyny i został adiunktem w Klinice Otolaryngologicznej. Pracował też w przychodniach białostockich.
Ogłosił na łamach "Otolaryngologii Polskiej" i "Polskiego Tygodnika Lekarskiego" dwanaście prac naukowych z anatomii ucha i otolaryngologii. Dalszemu rozwojowi naukowemu przeszkodziła długotrwała choroba, mimo której Omulecki niemal do końca życia pracował nad habilitacją. Cieszył się opinią wybitnie uzdolnionego naukowca. Zmarł 18 września 1965, pochowany został w Łodzi na cmentarzu przy ulicy Ogrodowej.
Był żonaty (od 1950) z Danutą Pieczyrak, lekarką; małżeństwo pozostało bezdzietne. Dwóch braci Omuleckiego również zostało lekarzami – Jan (choroby dziecięce) i Anastazy (choroby skórno-weneryczne), miał on ponadto dwie siostry Halinę i Władysławę.